# That's Life
That's Life er det syvende studiealbum af den danske gruppe Gangway, udgivet i september 1996. Albummet har solgt 10.000 eksemplarer.

## Spor
Alt tekst og musik er skrevet af Henrik Balling, undtagen hvor noteret. 
1. "Come Back as a Dog" – 3:47
2. "Nothing's the Matter" – 4:27
3. "Why Do I Miss You" – 3:54
4. "Belgian Lovers" – 3:25
5. "I Could Be Wrong" – 3:38
6. "You Will Say"  (Torben Johansen) – 3:45
7. "Steady Income (Birthday Mix)" – 4:19
8. "April Fool" (Allan Jensen) – 2:56
9. "She Keeps Telling Jokes" – 3:15
10. "Never Turn" (Johansen) – 4:37
11. "Think of Spain" – 3:43
12. "That's Life" – 3:52

Bonusnummer på japansk version
13. "Everything Seems to Go My Way (Illinton Mix)"

## Personel
Gangway
- Allan Jensen – vokal
- Henrik Balling – guitar, banjo, keyboards, programmering
- Torben Johansen – keyboards, programmering

Yderligere musikere
- Kasper Winding – yderligere keyboards, programmering, live trommer
- Andy Newmark – trommer (spor 1, 9, 10)
- Lennart Ginman – kontrabas (spor 4)
- Ingmar Brantelid – cello (spor 8)
- Lester Noel – kor
- Simone Bendix – vokal (spor 11)
- Stephanie Le Tessler – vokal (spor 12)
- Natasha Andrews, Zavier Barnett, Sandra Bensberg, Jennifer Brandstrom, Carrie Grant, David Grant, Nathan Prime, Tony Walters – gospel kor (spor 1)

Produktion
- Kasper Winding – producer, mixer
- Jon Pendleton – lydtekniker (London)
- Neil Kiely – lydtekniker assistent (London)
- Michael Cox – lydtekniker assistent (London)
- Niels Erik Lund – lydtekniker (København), mixer (undtagen spor 3)
- Martin Karaoglan – lydtekniker (København)
- Lars Nissen – mixer (spor 3)
- Jørgen Knub – mastering
- Peter Ravn – cover, foto